# Достижения (компьютерные игры)

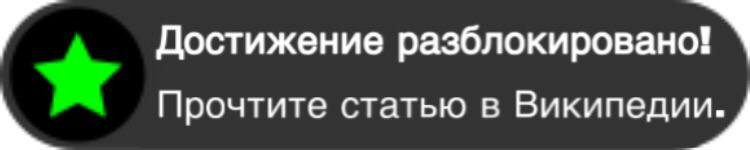
Пример уведомления, которое игрок может получить за выполнение достижения

Достижения (англ. Achievements) — это необязательные задания в компьютерных играх, связанные с прогрессом прохождения, стилем игры, поиском секретов, коллекционных предметов и т. д. Иногда получение достижений даёт доступ к новым материалам, например к бонусным картам, рисункам, скинам персонажей.

## История достижений
Первые системы достижений были придуманы ещё на заре компьютерных игр. Так, компания Activision награждала игроков нашивками по определённым играм ещё в 1980-х годах. Для того, чтобы получить такую нашивку, необходимо было достичь определённого результата в игре (например, набрать определённое количество очков или уложиться в определённое время), сфотографировать экран с игрой и отправить фотографию компании почтой. Подобная практика существовала и у других крупных издателей игр.
Некоторые компьютерные игры начала 1990-х мотивировали к внимательному прохождению, показывая полученные игроком баллы от общего числа доступных. Среди таких игр можно выделить серии классических квестов Sierra Entertainment и квесты Indiana Jones & The Last Crusade: The Graphic Adventure, Indiana Jones and the Fate of Atlantis (система Indy Quotient points) от LucasArts. Примечательно, что система Indy Quotient points сохраняла результаты от прохождения к прохождению, демонстрируя общую изученность игры игроком.
В середине 2000-х годов система достижений претерпела серьёзные изменения — она стала программной надстройкой, фиксирующей некие внутриигровые события. Как только в игре происходит действие, необходимое для получения достижения, система фиксирует его для профиля игрока в системе. На экране появляется небольшое окно-сообщение, показывающее, какое достижение было заработано. Впервые такая система была представлена в 2005 году вместе с выпуском консоли Xbox 360. Позже компания Valve включила собственную систему достижений в набор Steamworks, предназначенный для разработчиков игр, желающих подключиться к системе дистрибуции Steam. Наконец, летом 2008 года вместе с обновлением прошивки 2.40 система трофеев появилась на PlayStation 3. В 2009 году компания Ubisoft представила сервис Uplay, в котором присутствует система достижений для игр. С запуском в 2010 году Game Center на iPhone, iPad и iPod появилась система достижений для игр на iOS. С запуском в 2013 году Google Play Games система достижений появилась в играх для Android.

## Реализация

### Microsoft
Для каждой игры, продаваемой в розницу, разработчик предусматривает от 40 до 50 достижений разной степени сложности; для игр Xbox Live Arcade количество достижений колеблется от 5 до 60. Каждое достижение оценивается в несколько очков (3, 5, 10, и т. п. до 200). Всего на одну розничную игру может приходиться 970, 1000 или 1250 очков, а на игру для XBLA — 200, а позже, 400. Все заработанные очки суммируются и предстают в виде GamerScore (с англ. — «счёт игрока») в информации об аккаунте игрока. Никаких преимуществ обладатели большего счёта не получают, однако игроки с его помощью и с помощью информации о заработанных достижениях могут сравнивать возможности друг друга.
Примечательно, что для Xbox 360 абсолютно все игры поддерживают систему достижений.
На Xbox One есть достижения в приложениях, таких как YouTube (больше не существуют) и TrueAchievements, не содержащие Gamerscore.
Также в некоторых играх от Microsoft есть независимые от аккаунта Xbox достижения: например, в игре Minecraft. В этой игре достижения привязаны к миру а не аккаунту.

### Valve
Система достижений для платформы цифровой дистрибуции Steam была подготовлена к моменту выпуска набора The Orange Box. Все игры этого набора (в Half-Life 2 и Half-Life 2: Episode One достижения были только в версии для Xbox 360 до 26 мая 2010) предлагали игрокам произвольный набор достижений, выполнение которых не несло абсолютно ничего, кроме информации в статистике Steam. Однако, спустя некоторое время, выполнение достижений отобразилось на игровом процессе сетевого командного шутера Team Fortress 2, для которого на данный момент выпускаются обширные обновления, расширяющие вооружение каждого игрового класса. Вместе с каждым таким обновлением разработчики дополняют список достижений набором специально для усовершенствованного класса. Выполнение некоторого количества из новых достижений и открывает новое оружие, кроме того, сами задания заставляют изменить поведение в игре. Другой сетевой шутер Valve, Day of Defeat: Source после перехода на обновлённый игровой движок также получил набор достижений, тем не менее, их выполнение не влияет на игровой процесс.
Позже система была добавлена в набор для разработчиков Steamworks, что позволило добавить достижения в любые Steam-игры. Первой игрой с поддержкой системы, созданной не компанией Valve, стала Audiosurf. В подобных играх достижения фиксируются в глобальной системе, только если игрок подключён к Интернету. При этом некоторые разработчики добавляют также и внутреннюю систему достижений, которая не зависит от Steam и регистрирует получение достижений независимо от состояния подключения к глобальной сети. Например, в Unreal Tournament 3 достижения привязываются в первую очередь к игровому аккаунту, и только при запущенном в онлайн-режиме клиенте Steam сохраняются также на его серверах. При этом в случае удаления достижений из Steam они сохранятся в самой игре.

### Sony
Аналог разработкам конкурентов Sony запланировала вместе с сервисом Home, который находился на стадии открытого бета-тестирования до 31 марта 2015 года, вследствие чего сервис был закрыт. Несмотря на это, система трофеев уже запущена и функционирует. Трофеи разделены на 3 типа, в зависимости от сложности: бронзовые, серебряные и золотые. Кроме того, существуют и платиновые трофеи: они выдаются после получения всех прочих трофеев для игры. Sony предполагает, что обладание платиновыми трофеями будет своеобразным мерилом для игроков. В систему трофеев от Sony также включена система уровней игрока. Каждый заработанный трофей приносит своеобразный опыт, заполняющий полоску уровня. Когда она заполняется до конца, игрок получает следующий ранг.
На момент запуска системы трофеи поддерживались только игрой PixelJunk Eden, однако впоследствии стали выходить патчи для прочих игр, дополняющие их поддержкой. Sony обещает, что все будущие крупные проекты компании будут содержать трофеи. В будущем, с выходом обновления для PlayStation Home, трофеи будут представлять собой виртуальные трёхмерные кубки, которые можно будет поставить на полку в своей виртуальной квартире для всеобщего обозрения.

### Epic Games
В октябре 2021 года Epic Games внедрила в Epic Games Store систему внутриигровых достижений. Первыми играми, которые начали поддерживать достижения, стали Rocket League, Hades, Pillars of Eternity, Kena, Zombie Army 4 и Alan Wake Remastered. Достижения изображены в виде медалей, они различаются по своей ценности подобно трофеям PlayStation.